# Tetramesa zerovae
Tetramesa zerovae är en stekelart som beskrevs av T.C. Narendran 1994. Tetramesa zerovae ingår i släktet Tetramesa och familjen kragglanssteklar. Inga underarter finns listade i Catalogue of Life.